# Marien Willemsen
Marien Willemsen (Amsterdam, 18 september 1984 – Ouderkerk aan de Amstel, 14 april 2023) was een Nederlands voetballer. Hij kwam in het betaalde voetbal uit voor Telstar en Almere City FC.

## Biografie
Marien Willemsen begon zijn profcarrière bij de jeugd van AZ. Hoewel hij in de AZ-jeugd vooral werd opgeleid als rechtsback bleek dat hij op meerdere posities uit de voeten kon. Als aanvoerder van Jong AZ mocht hij in 2006, onder trainer Jan Nederburgh, de kampioensschaal van de Beloften Eredivisie omhoog houden. Het seizoen daarop kwam hij uit voor Stormvogels Telstar. Daar speelde hij in zijn eerste seizoen direct een groot aantal wedstrijden.
In 2009 verkaste hij transfervrij naar FC Omniworld (vanaf 2010 omgedoopt in Almere City FC), waar hij een eenjarig contract tekende. Na twee seizoenen Almere kwam hij in de Topklasse uit voor achtereenvolgens SV Spakenburg (kampioenschap 2012) en AFC (kampioenschap 2014).
Marien Willemsen overleed op 14 april 2023 op 38-jarige leeftijd aan de gevolgen van kanker.

## Statistieken
| Seizoen                                            | Club                | Wedstrijden | Doelpunten | Competitie         |
| -------------------------------------------------- | ------------------- | ----------- | ---------- | ------------------ |
| 2005/06                                            | AZ                  | 0           | 0          | Eredivisie         |
| 2006/07                                            | Stormvogels/Telstar | 28          | 0          | Eerste divisie     |
| 2007/08                                            | Telstar             | 28          | 4          | Eerste divisie     |
| 2008/09                                            | Telstar             | 31          | 4          | Eerste divisie     |
| 2009/10                                            | FC Omniworld        | 34          | 2          | Eerste divisie     |
| 2010/11                                            | Almere City FC      | 13          | 0          | Eerste divisie     |
| 2011/12                                            | SV Spakenburg       | 28          | 3          | Topklasse Zaterdag |
| 2012/13                                            | SV Spakenburg       | 31          | 1          | Topklasse Zaterdag |
| 2013/14                                            | AFC                 | 30          | 0          | Topklasse Zondag   |
| 2014/15                                            | AFC                 | 27          | 1          | Topklasse Zondag   |
| 2015/16                                            | AFC                 | 29          | 2          | Topklasse Zondag   |
| 2016/17                                            | AFC                 | 22          | 0          | Tweede divisie     |
| 2017/18                                            | AFC                 | 27          | 0          | Tweede divisie     |
| Totaal                                             | Totaal              | 328         | 17         |                    |
| Tabel voor het laatst bijgewerkt op 18 april 2023. |                     |             |            |                    |

## Erelijst
Jong AZ
| Nationaal           |    |         |
| Beloften Eredivisie | 1x | 2005/06 |

 SV Spakenburg
| Nationaal          |    |         |
| Topklasse Zaterdag | 1x | 2011/12 |

 AFC
| Nationaal        |    |         |
| Topklasse Zondag | 1x | 2013/14 |